# کراسنی ووسخود (داغستان)
کراسنی ووسخود (به لاتین: Krasny Voskhod) یک منطقهٔ مسکونی در روسیه است که در شهرستان کیزلیارسکی واقع شده‌است.